# José Viela Romero
José Viela Romero   (Gallur, 28 de novembre de 1921 - Saragossa, 11 de maig de 1993) fou un futbolista aragonès de la dècada de 1940.
Jugava a la posició d'extrem esquerre. Començà la seva carrera a la seva ciutat natal, als clubs Arenas (1939-41), Atlético (1941-42) i Reial Saragossa (1942-44). La temporada 1943-44 va fitxar pel RCD Espanyol. Jugà tres temporades al club, però dues fractures de tíbia van estroncar la seva prometedora carrera. Només va poder disputar 21 partits oficials amb el club. La seva trajectòria continuà a EC Granollers (1946-47), FC Martinenc (1947-49) i CE Júpiter (1950-51).